# Marcel Achard
Marcel Achard, francoski komediograf in filmski scenarist, * 5. julij 1899, Sainte-Foy-lès-Lyon, † 4. september 1974, Pariz.
Bil je predstavnik bulvarskega gledališča. Pisal je lahkotne, preproste, poetično-fantazijske komedije.

## Dela
- Življenje je lepo - 1928
- Lipe za luno - 1929
- Odkritosrčna lažnivka - 1960